# Блу-Джей (Огайо)
Блу-Джей (англ. Blue Jay) — переписна місцевість (CDP) в США, в окрузі Гамільтон штату Огайо. Населення — 1427 осіб (2020).

## Географія
Блу-Джей розташований за координатами 39°14′19″ пн. ш. 84°44′38″ зх. д. / 39.23861° пн. ш. 84.74389° зх. д. (39.238473, -84.743972).  За даними Бюро перепису населення США в 2010 році переписна місцевість мала площу 11,42 км², з яких 11,33 км² — суходіл та 0,09 км² — водойми.

## Демографія
Згідно з переписом 2010 року, у переписній місцевості мешкало 959 осіб у 364 домогосподарствах у складі 287 родин. Густота населення становила 84 особи/км².  Було 377 помешкань (33/км²).
Расовий склад населення:
| - 98,3 % — білих - 0,2 % — азіатів - 0,1 % — корінних американців - 0,1 % — чорних або афроамериканців |

До двох чи більше рас належало 0,5 %. Частка іспаномовних становила 1,3 % від усіх жителів.
За віковим діапазоном населення розподілялося таким чином: 18,7 % — особи молодші 18 років, 62,6 % — особи у віці 18—64 років, 18,7 % — особи у віці 65 років та старші. Медіана віку мешканця становила 46,3 року. На 100 осіб жіночої статі у переписній місцевості припадало 103,6 чоловіків;  на 100 жінок у віці від 18 років та старших — 103,7 чоловіків також старших 18 років.
Середній дохід на одне домашнє господарство  становив 91 510 доларів США (медіана — 100 313), а середній дохід на одну сім'ю — 96 183 долари (медіана — 108 188). 
Цивільне працевлаштоване населення становило 577 осіб. Основні галузі зайнятості: виробництво — 17,3 %, освіта, охорона здоров'я та соціальна допомога — 16,8 %, роздрібна торгівля — 14,6 %, науковці, спеціалісти, менеджери — 12,7 %.